# Pipofezyna
Pipofezyna (pipofenazyna, łac. pipofezinum, pipofenazinum) – organiczny związek chemiczny z grupy trójpierścieniowych leków przeciwdepresyjnych.

## Działanie
Wykazuje średnio silne działanie przeciwdepresyjne i uspokajające oraz słabe pobudzające napęd. Pozbawiony działania cholinolitycznego. W porównaniu z innymi TLPD odznacza się stosunkowo małą toksycznością. Oryginalny rosyjski lek wprowadzony do lecznictwa w 1970 roku. Był stosowany w Polsce. Obecnie stosowany wyłącznie w Rosji i krajach byłego ZSRR.

## Preparaty dostępne na świecie
- Азафен (Azaphen) – Zao Makiz Pharma (Rosja)

W Polsce preparat dostępny wyłącznie w ramach importu docelowego.